# 音楽産業連邦協会 (ドイツ)
音楽産業連邦協会（独: Bundesverband Musikindustrie、略して BVMI）はドイツの音楽産業を代表する業界団体であり、音楽産業の90%にあたる、約280の音楽レーベルおよび音楽産業関連企業の権益を代表する。
音楽産業連邦協会は IFPI の一員であり、その IFPI はロンドンに本部を置き、70ヵ国の音楽業界団体が参加している。
音楽産業連邦協会の事業は、ドイツの週間音楽チャートを発表しているメーディア・コントロール（1976年設立）と密接な関係を持つ。
音楽産業連邦協会はゴールドディスクとプラチナディスクの認定を行っており、Dieter Gorny が2009年から会長を務めている。

## ゴールドディスク認定
音楽産業連邦協会はゴールドディスクとプラチナディスクの認定を1975年に開始した。これは根拠となるセールス記録の正確さを期すため、独立した監査役を置いている。認定する種類は次のとおりである。
- 1 x Gold
- 1 x Platinum
- 3 x Gold
- 2 x Platinum
- 5 x Gold
- 3 x Platinum など[4]

2 x Gold と 4 x Gold はプラチナディスクと重複するため使われない。

### ゴールドディスク認定枚数
アルバム
| 期間             | ゴールド | プラチナ |
| ---------------- | -------- | -------- |
| - 1999年9月24日  | 250,000  | 500,000  |
| - 2002年12月31日 | 150,000  | 300,000  |
| 2003年1月1日 -   | 100,000  | 200,000  |

シングル
| 期間             | ゴールド | プラチナ |
| ---------------- | -------- | -------- |
| - 2002年12月31日 | 250,000  | 500,000  |
| 2003年1月1日 -   | 150,000  | 300,000  |

ビデオ
| 期間        | ゴールド | プラチナ |
| ----------- | -------- | -------- |
| 2002年1月 - | 25,000   | 50,000   |

ジャズ・シングル/アルバム
| 期間        | ゴールド | プラチナ |
| ----------- | -------- | -------- |
| 1992年1月 - | 10,000   | 20,000   |